# Gottfried Weilenmann
Gottfried Weilenmann (Amriswil, cantón de Turgovia; 29 de marzo de 1920-Lugano, 14 de noviembre de 2018) fue un ciclista suizo que fue profesional entre 1945 y 1952.
Durante su carrera profesional destacan las victorias en la Vuelta a Suiza de 1949 y el Campeonato de Suiza de Ciclismo en Ruta de 1952. Ese mismo año consiguió la medalla de plata del Campeonato del Mundo de ciclismo en ruta.

## Palmarés
1949
- Vuelta a Suiza

1950
- 3.º en el Campeonato de Suiza en Ruta

1952
- Campeonato de Suiza de Ciclismo en Ruta
- 2.º en el Campeonato del Mundo en Ruta

## Resultados en Grandes Vueltas
| Carrera         | 1947 | 1948 | 1949 | 1950 | 1951 | 1952 |
| --------------- | ---- | ---- | ---- | ---- | ---- | ---- |
| Giro de Italia  | -    | -    | -    | 45.º | -    | 39.º |
| Tour de Francia | 17.º | -    | 39.º | 50.º | 50.º | 12.º |
| Vuelta a España | -    | -    | -    | -    | -    | -    |
| Mundial en Ruta | -    | -    | 13.º | -    | 15.º | 2.º  |

-: no participa

Ab.: abandono